# Windhagen (Gummersbach)
Windhagen ist ein Ortsteil der Stadt Gummersbach im Oberbergischen Kreis im südlichen Nordrhein-Westfalen.

## Lage und Beschreibung
Der Ort liegt ca. 2,9 km nördlich vom Stadtzentrum entfernt.

## Geschichte

### Anfänge
Die Namensendung -hagen bedeutet von einer Hecke eingehegter Platz in einer Waldeinfriedung. Somit kann die Entstehung des Ortes in die große Rodungszeit des Hochmittelalters (11.–13. Jahrhundert) datiert werden. Allerdings könnten die Funde eines neolithischen Steinmeißels sowie einer Spinnwirtel aus Ton nahe der Eisenbahntrasse im Jahre 1919 (beide Artefakte befinden sich im Rheinischen Landesmuseum in Bonn) auf wesentlich frühere Siedlungs- oder zumindest Wanderungstätigkeit in der Region deuten.
Vermutlich lag die Keimzelle Windhagens am Hang oberhalb der Quelle des Gummersbachs, da die tiefer liegenden versumpften Auen gewöhnlich erst deutlich später besiedelt wurden. Auch die Namensbeifügung Wind- könnte auf „luftigere“ Eigenschaften des frühen Ortskerns hinweisen.

### Erstnennung
Um 1300 wurde der Ort erstmals um 1450 urkundlich in einer Liste der Wachszinsigen des Kölner Apostelstiftes erwähnt:
- Henrich to Winthagen et eius sorores (Henrich zu Winthagen und seine Schwestern)

### Mittelalter
Bereits im Mittelalter dürfte in Windhagen ein bedeutender Hof gewesen sein, da es allein drei Burgen – Feste Häuser oder Kasteele (niederdeutsch für Kastelle) – aufwies, von denen um 1815 noch alle, heute nur noch eine existiert(en). Versehen mit Schießscharten und Mauersteinen von teilweise einem Meter Kantenlänge lässt sie heute noch auf die Verteidigungsbereitschaft ihrer Erbauer schließen. 1951 förderten Grabungen im nahen Umfeld der Burg ein Kurzschwert sowie Keramikscherben zu Tage; die Funde wurden ins 14./15. Jahrhundert datiert.

### Bevölkerungsentwicklung
| Jahr | Einwohner |
| ---- | --------- |
| 1586 | ca. 100   |
| 1748 | 151       |
| 1798 | 217       |
| 1863 | 258       |
| 1905 | 547       |
| 1910 | 719       |
| 1980 | ca. 1.800 |
| 2004 | 1.781     |
| 2010 | 1.737     |

### Neuzeit
- Das Dorf Windhagen gehörte bis 1806 zur Reichsherrschaft Gimborn-Neustadt.[2]
- Anfang des 19. Jahrhunderts wurde die Straße nach Hückeswagen ausgebaut und somit zur ersten befestigten Straße im Oberbergischen Land, Teilstück der heutigen Bundesstraße 256.
- Um 1920 sollte am nördlichen Ortsausgang Windhagens eine große Filmfabrik entstehen, finanziert von den Gummersbacher Unternehmern Bockhacker und Kötitz sowie der „Allgemeinen Deutschen Kreditanstalt“. Bei Einsetzen der Inflation zerschlugen sich die Pläne jedoch und einige Hundert bereits eingesetzter Arbeiter verloren ihre Stelle. Von dem ehrgeizigen Projekt auf einem alten Ziegeleigelände blieben lange Zeit umfangreiche Fundamente und Mauerteile des Erdgeschosses erhalten.

## Kirchen
- Eine Evangelisch-Freikirchliche Gemeinde (Baptisten) wurde 1935 gegründet. Im selben Jahr wurde eine Kapelle eingeweiht, an deren Stelle seit 1984 ein Gemeindezentrum errichtet wurde.[3]
- Auch die EG-Gemeinde Gummersbach hat ihren Sitz in Windhagen.[4]

## Freizeit

### Vereinswesen
- Schützenverein Windhagen e. V.
- Freiwillige Feuerwehr Gummersbach, Löschgruppe Windhagen

### Sport
- Turnverein Windhagen 1913 e. V.
- FC Windhagen 1923 e. V.

## Schulen
- Gemeinschafts-Grundschule Windhagen

## Wirtschaft und Industrie
In Windhagen befindet sich das größte zusammenhängende Gewerbegebiet in Gummersbach mit dem älteren Teil Windhagen-Ost (16,4 ha; ab 1985) und Windhagen West (16 ha, 1990), das die Gizeh Raucherbedarf beherbergt.